# Baraqueville-Sauveterre (tổng)
Tổng Baraqueville-Sauveterre là một tổng thuộc tỉnh Aveyron trong vùng Occitanie.

## Hành chính
| Giai đoạn | Ủy viên            | Đảng | Tư cách                 |
| --------- | ------------------ | ---- | ----------------------- |
| 2008-2014 | Didier Mai-Andrieu | SE   |                         |
| 2001-2008 | Jean-Louis Calviac | DVD  | Thị trưởng Baraqueville |

## Các đơn vị trực thuộc
Tổng Baraqueville-Sauveterre gồm 10 xã với dân số 8 007 người (điều tra dân số năm 1999, dân số không tính trùng)
| Xã                     | Dân số | Mã bưu chính | Mã insee |
| ---------------------- | ------ | ------------ | -------- |
| Boussac                | 415    | 12160        | 12032    |
| Camboulazet            | 314    | 12160        | 12045    |
| Baraqueville           | 2 569  | 12160        | 12056    |
| Castanet               | 524    | 12240        | 12059    |
| Colombiès              | 984    | 12240        | 12068    |
| Gramond                | 367    | 12160        | 12113    |
| Manhac                 | 504    | 12160        | 12137    |
| Moyrazès               | 1 109  | 12160        | 12162    |
| Pradinas               | 389    | 12240        | 12189    |
| Sauveterre-de-Rouergue | 832    | 12800        | 12262    |

## Biến động dân số
| 1962                                                     | 1968  | 1975  | 1982  | 1990  | 1999  |
| -------------------------------------------------------- | ----- | ----- | ----- | ----- | ----- |
| 8 825                                                    | 9 381 | 8 806 | 8 186 | 8 065 | 8 007 |
| Nombre retenu à partir de 1962 : dân số không tính trùng |       |       |       |       |       |